# جزيرة ميرديكا الشمالية
جزيرة ميرديكا الشمالية وهي جزيرة من جزر إندونيسيا، وتقع مقاطعة كوتاي كارتانيغارا في إقليم كالمنتان الشرقية في إندونيسيا.
ومرديكا تعني الاستقلال باللغة الإندونيسية.